# Kiribati na Letnich Igrzyskach Olimpijskich 2016
Kiribati na Letnich Igrzyskach Olimpijskich 2016 w Rio de Janeiro reprezentowało 3 zawodników. Był to czwarty start reprezentacji Kiribati na letnich igrzyskach olimpijskich.

## Skład reprezentacji

### Lekkoatletyka
| Zawodnik          | Konkurencja            | Runda 1  | Runda 1 | Runda 2  | Runda 2 | Półfinał | Półfinał | Finał    | Finał   | Pozycja |
| Zawodnik          | Konkurencja            | Rezultat | Pozycja | Rezultat | Pozycja | Rezultat | Pozycja  | Rezultat | Pozycja | Pozycja |
| ----------------- | ---------------------- | -------- | ------- | -------- | ------- | -------- | -------- | -------- | ------- | ------- |
| John Ruuka        | Bieg na 100 m mężczyzn | 11,65    | 19.     | NQ       | NQ      | NQ       | NQ       | NQ       | NQ      | 81.     |
| Karitaake Tewaaki | Bieg na 100 m kobiet   | 14,70    | 24.     | NQ       | NQ      | NQ       | NQ       | NQ       | NQ      | 80.     |

### Podnoszenie ciężarów
| Zawodnik       | Konkurencja | Rwanie | Rwanie  | Podrzut | Podrzut | Razem | Pozycja |
| Zawodnik       | Konkurencja | Wynik  | Pozycja | Wynik   | Pozycja | Razem | Pozycja |
| -------------- | ----------- | ------ | ------- | ------- | ------- | ----- | ------- |
| David Katoatau | -105 kg (m) | 145    | 17.     | 204     | 12.     | 349   | 14.     |